# Morangos com Açúcar – O Filme
Morangos com Açúcar – O Filme é um filme de comédia dramática e familiar português, realizado por Hugo de Sousa, baseado na série televisiva homónima. A sua estreia, a 30 de agosto de 2012, tornou-se a melhor de sempre do cinema nacional, tendo atingido mais de 36.000 espectadores nesse mesmo dia.
O filme foi gravado na Zambujeira do Mar, sendo produzido pela Plural Entertainment e distribuído pela NOS Lusomundo. Mais tarde foi emitido pela TVI, a emissora original da série - estando, desde pelo menos 2020, também disponível na plataforma de streaming do canal -, o TVI Player, e pelo Biggs a 16 de fevereiro de 2021. Em agosto de 2024, foi emitido pelo então recém-inaugurado canal V+, da TVI.

## Sinopse
Margarida (Sara Matos) e Rui (Lourenço Ortigão), depois de estudarem em Inglaterra, regressam a Portugal para um acampamento de férias, onde reencontram amigos de outros tempos. Aproveitam também para participar num Festival de Verão. Missy M, a Tatiana (Mafalda Portela) mete-se no meio do casalinho e vive uma aventura romântica com Rui.

## Elenco
Por ordem alfabética da personagem interpretada
- Carolina Frias… Alice
- Filipa Areosa… Ana Rita
- Catarina Siqueira… Anabela
- Diogo Lemos… André
- Isaac Alfaiate… André Marques
- Sara Prata… Becas
- Carlos Cunha… Diamantino
- Luke D'Eça… Ed
- Miguel Santiago… Fábio
- João Pacheco… Fred
- Diogo Branco… Gil
- Ivo Lucas… Gonçalo
- Bruno Simões… Jorge
- Francisco Borges… Jota
- João Secundino… Kiko
- Ricardo Sá… Léo
- Inês Seco… Lili
- Nélson Patrão… Link
- David Carreira… Lourenço Carneiro Seixas
- Sara Matos… Margarida
- Maria Henrique… Maria
- Lia Carvalho… Mariana
- Gabriela Barros… Marta
- Joana Duarte… Matilde
- Jéssica Athayde… Mimi
- Helena Costa… Mónica
- Mafalda Teixeira… Patrícia
- João Catarré… Pipo
- Pedro Carvalho… Ricardo
- Tiago Costa… Ricardo
- Rafael Henriques... Gonçalo
- Guilherme Filipe … Rogério Sapinho
- Lourenço Ortigão… Rui
- João Maria Bonneville… Sebastião
- David Gama… Sérgio
- Pedro Teixeira… Simão
- Rita Pereira… Soraia
- Mafalda Portela… Tatiana
- Luís Lourenço… Tiago Borges
- Pedro Macedo… Tozé
- Vítor Fonseca… Zé Milho
- Alex Ignatiev... Osvaldina Rufino

## Receção
Morangos com Açúcar – O Filme foi à época a melhor estreia de sempre de um filme português nas salas de cinema nacionais com 36.000 espectadores. Em apenas quatro dias em exibição, o filme conseguiu mais do que todas as longas-metragens portuguesas juntas conseguiram em 2011, alcançando os 96.729 espectadores em 54 salas de cinema nacionais. Uma semana após a estreia conseguiu 200.000 mil espectadores e mais de 500 mil euros nos bilhetes. No final do período de exibição, o filme tinha arrecadado mais de €1.2 milhões e foi visto por cerca de 240 000 espectadores, sendo neste momento o 9º filme português mais visto desde 2004.
O filme foi gravado em poucas semanas e com um orçamento reduzido.